# Веха (морской термин)

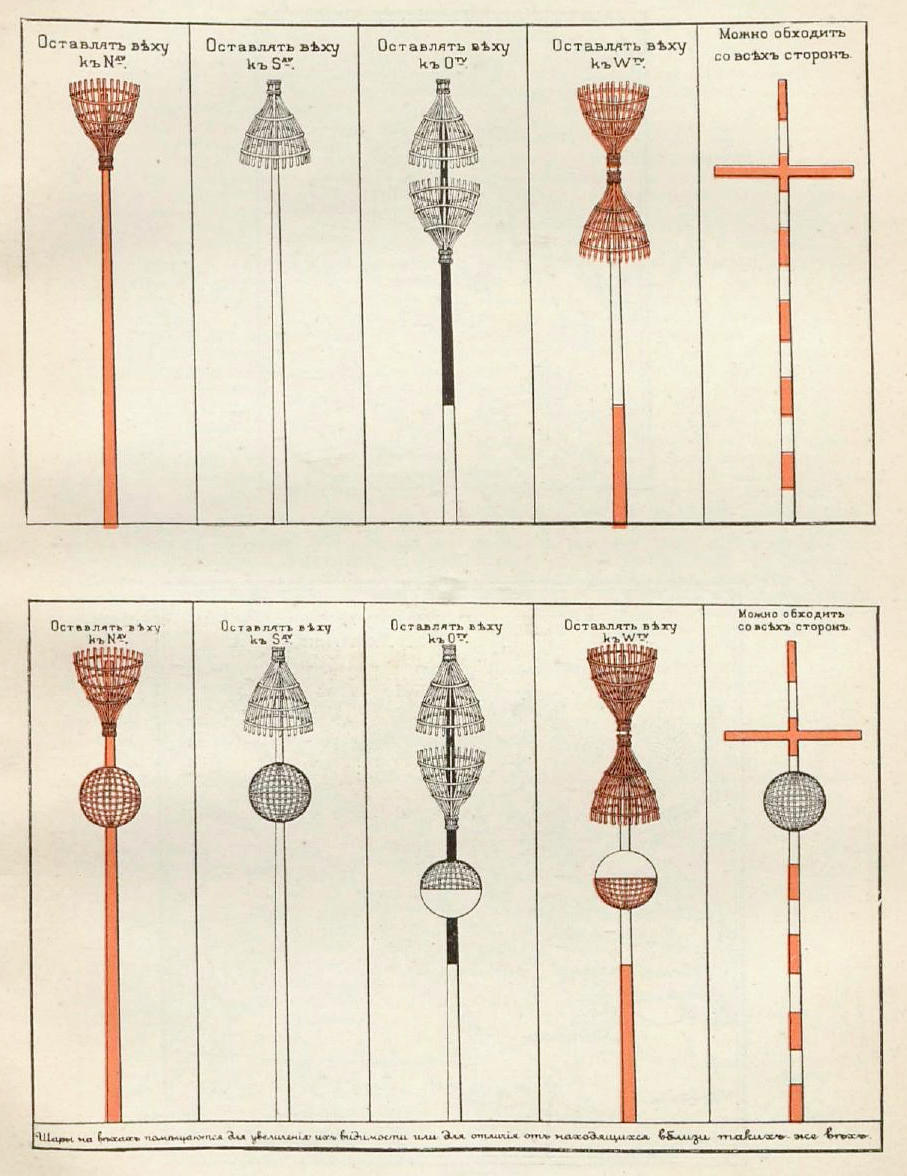
Рисунки из статьи «Веха»
(«Военная энциклопедия Сытина»)

Ве́ха — плавучий предостерегающий знак навигационной обстановки на морях, реках и озёрах, предназначенный для указания фарватеров и ограждения навигационных опасностей.
Веха представляет собой круглый шест длиною от 6 до 19,5 метров, закреплённый на специальном поплавке, так называемом шприт-бакене. Веха располагается вертикально относительно водной поверхности, на верхнем конце вехи устанавливаются отличительные топовые фигуры. Разметка (раскраска) и форма топовой фигуры вехи должна соответствовать кардинальной или латеральной системе навигационного оборудования. К нижнему концу вехи крепят цепь или трос с грузом (якорем).
Часто, для лучшего обнаружения, вехи оборудуются радиолокационными отражателями, на некоторых устанавливается светооптическое оборудование.
По размерам вехи делятся на:
- морские (высота до топа 8—10 метров, видимость днём 1,5—2 морские мили);
- рейдовые (высота до топа 6—7 метров, видимость днём 1—1,5 морские мили);
- бухтовые (высота до топа около 4 метров, видимость днём 0,5—1 морская миля).

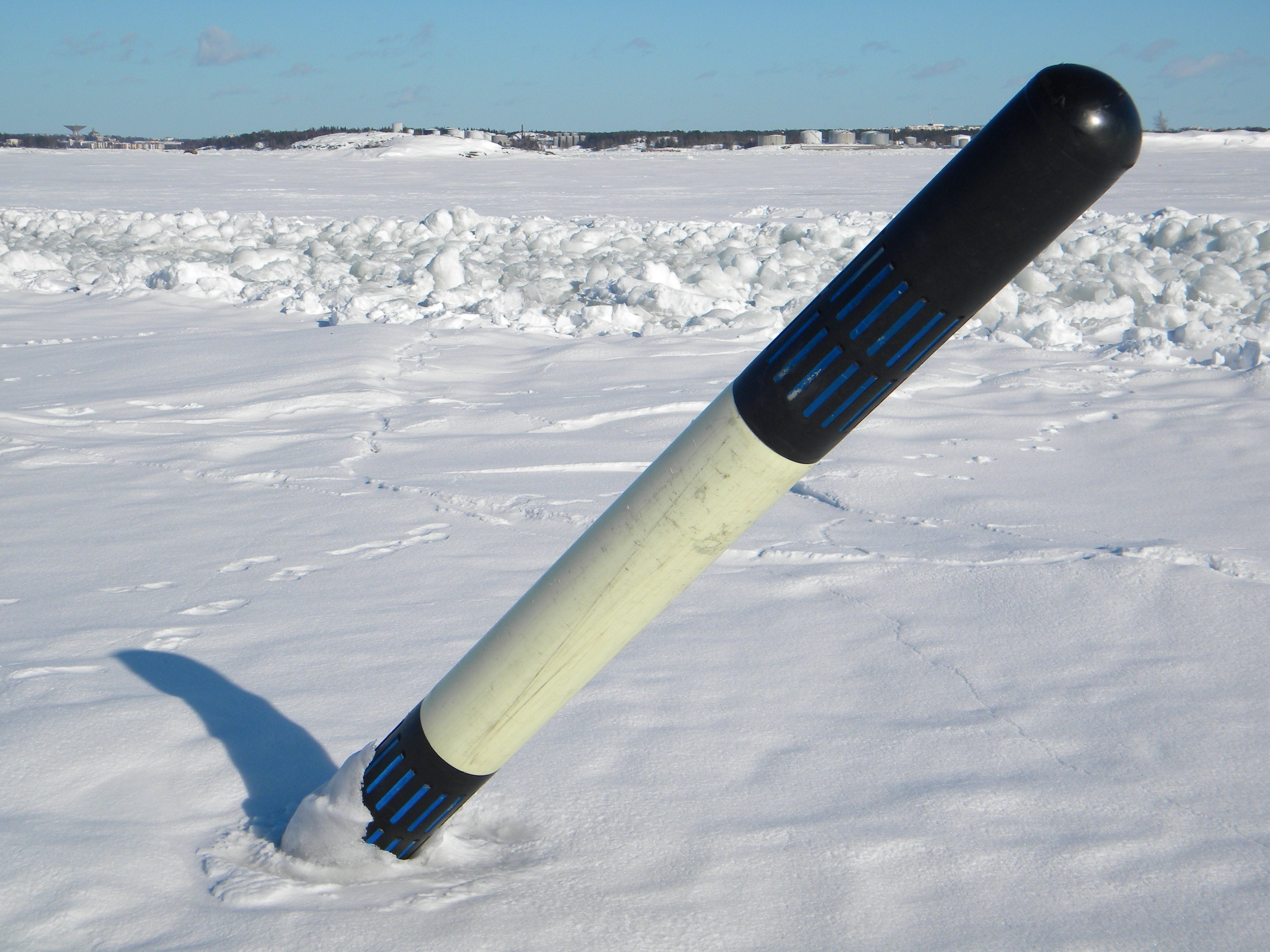
Зимняя веха

В холодных районах в зимнее время устанавливают зимние вехи — с утолщёнными (до 25 см) шестами, без топовых фигур и с тяжёлыми, массой до 1 тонны, якорями.
Вехи, не входящие в систему ограждений:
- тральные вехи — вехи, используемые для обозначения границ протраленного района, мест очистки тралов  при проведении тральных работ, обвехования границ минного заграждения;
- карантинные вехи — вехи с жёлтыми флажками, указывающие районы стоянки судов и кораблей, выдерживающих карантин;
- вехи с красными флажками — вехи, ограждающие районы проведения водолазных, дноуглубительных, землечерпательных работ или работ, производящихся по подводным сооружениям.